# Polygonum hydropiper
La pimienta del agua Polygonum hydropiper, sinónimo de Persicaria hydropiper, es una planta de la familia Polygonaceae que crece en la zona templada del hemisferio norte en lugares húmedos, umbríos y encharcados. Se utiliza como especia por su sabor acre. En México se llama chilillo y en Cuba, hierba del sapo.

## Descripción
Llamada popularmente pimienta acuática, persicaria picante o persicaria acre, es una planta anual de 15-50 cm de altura. Tallo simple de color verdoso. Hojas lanceoladas que alcanzan los 7 cm de longitud con el peciolo corto. Las flores son de color rosado o blanco verdoso y se agrupan en racimos laxos de 2-5 cm . El cáliz es verde.

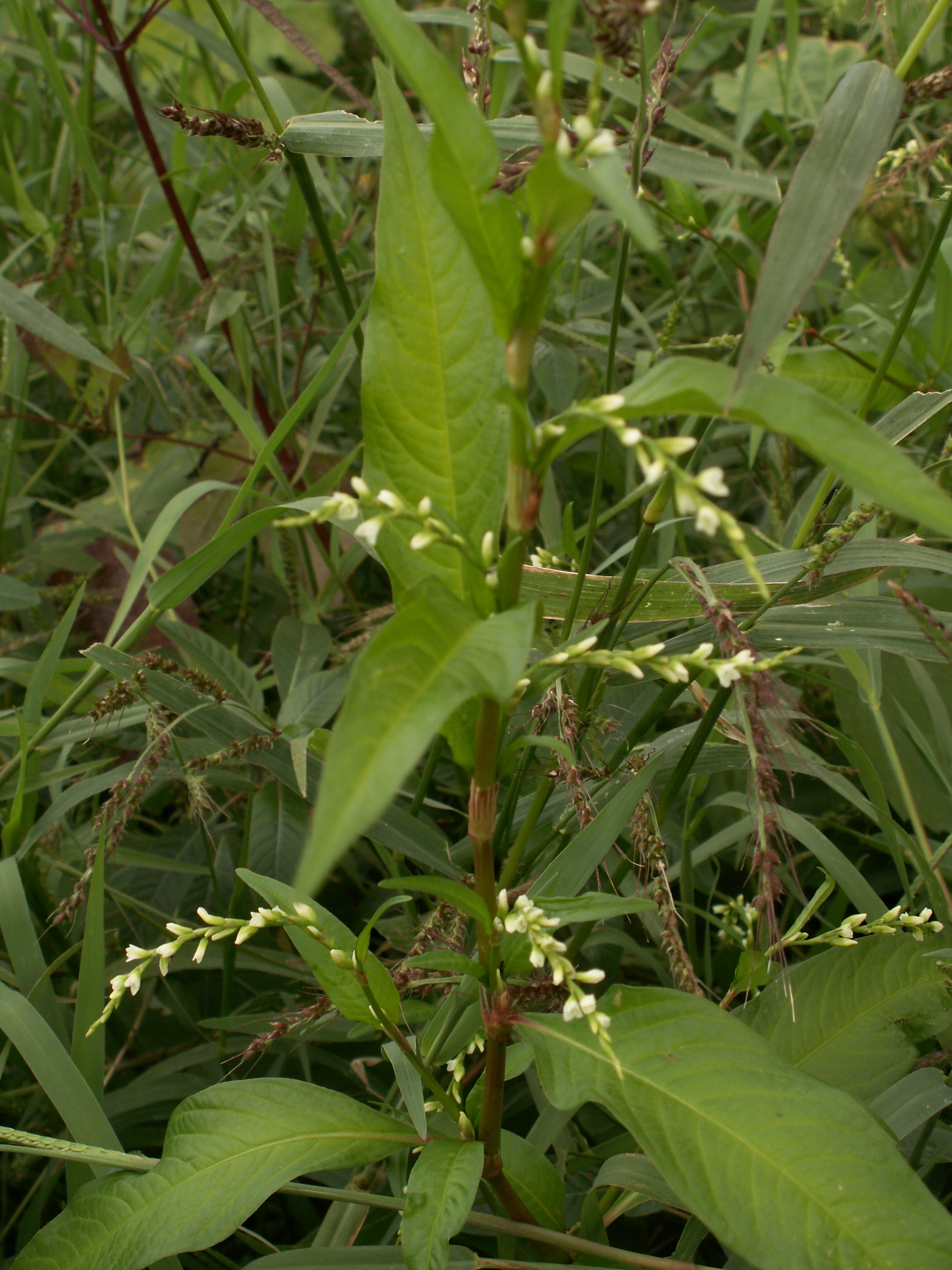
Polygonum hydropiper

## Propiedades
- Hemostática, emenagoga e hipotensora.
- Útil en caso de hemorragias internas.
- Utilizado en casos de hemorroides y hemorragias uterinas.
- Recomendada en casos de amenorrea.

## Taxonomía
Polygonum hydropiper fue descrita por (L.) Delarbre y publicado en Flore d'Auvergne ed. 2: 518. 1800.
Etimología
Ver: Polygonum
hydropiper: epíteto latíno que significa "Piper del agua"
Subespecies
- Persicaria hydropiper subsp. microcarpa (Danser) Soják

Sinonimia
Persicaria acris Gray nom. illeg.
Persicaria flaccida (Meisn.) H.Gross
Persicaria hydropiper (L.) Spach
Persicaria hydropiper (L.) Delarbre
Persicaria maximowiczii (Regel) Nakai
Persicaria urens Friche-Joset & Montandon
Persicaria vernalis Nakai
Peutalis hydropiper (L.) Raf.
Polygonum acre Lam. nom. illeg.
Polygonum chloroleucon Gand.
Polygonum ciliare Kitt.
Polygonum escluseanum Sennen
Polygonum fallacinum Gand.
Polygonum flaccidum Meisn.
Polygonum flaccidum Roxb.
Polygonum flaccidum var. hispidum Hook.f.
Polygonum flexuosum Gand.
Polygonum glandulosum Poir.
Polygonum gracile Salisb. nom. illeg.
Polygonum hydropiper L.
Polygonum hydropiper f. ciliare Domin
Polygonum insolitum Gand.
Polygonum maximowiczii Regel
Polygonum oryzetorum Blume
Polygonum pallidum Gand.
Polygonum podophyllum Gand.
Polygonum punctatum Sennen
Polygonum purpuratum Gand.
Polygonum schinzii J.Schust.
Polygonum vasconicum Gand.
Polygonum vernale (Nakai) Makino & Nemoto
Referencia